# Az ékesszólás kiskönyvtára
Az ékesszólás kiskönyvtára a Tinta Könyvkiadó által 2005-ben indított könyvsorozat, amelyben 96 kötet jelent meg.

## Jellemzői
A sorozat kisebb terjedelmű (140-200 oldalas), kis méretű, praktikus kézikönyveket foglal magában. A sorozatban megtalálható szinonimaszótár, közmondás- és szólásszótár, kis etimológiai és tájszótár, idegen szavak alapszótára, továbbá retorikával, újságírással, nonverbális kommunikációval, nyelvjárásokkal foglalkozó, illetve nyelvi játékokat és fejtörőket tartalmazó kötetek is. Jelent már meg gyümölcsnevekkel, a pénznevek eredetével, bibliai eredetű szólásokkal és közmondásokkal, magyar keresztnevekkel, verselemzéssel és a helyes hangsúlyozással (helyesejtéssel) foglalkozó kötet is, továbbá nyelvészeti és poétikai kisszótár, valamint vallási szavak jelentését magyarázó szótár. Nyelvi ismeretterjesztő írásokat tartalmazó kötetek láttak napvilágot a sorozatban többek között Tótfalusi István, Grétsy László és H. Varga Márta tollából.
Az ékesszólás kiskönyvtára sorozatszerkesztői Kiss Gábor és Bárdosi Vilmos. A sorozat köteteinek szerzői, szerkesztői elismert nyelvészek, lexikográfusok, tanárok és újságírók, tudományterületük neves szakértői: Adamikné Jászó Anna, Bárdosi Vilmos, Bató Margit, Bencédy József, Bódi Zoltán, Chaim Perelman, Cs. Nagy Lajos, Cseszkó Renáta, Daniss Győző, Dormán Júlia, Eőry Vilma, Erdős Attila, Falk Nóra, Farkas Edit, Fercsik Erzsébet, Forgács Róbert, Galló Ágnes, Grétsy László, H. Varga Márta, Hajdu Endre, Hollós János, Kajdi Alexandra, Kemény Gábor, Kerekes Barnabás, Kicsi Sándor András, Kiss Bernadett, Kiss Gábor, Kiss Zita, Kohári Anna, Koncsek Krisztián, Kovács Erzsébet, Kovács Pál, Kovács Zsuzsanna, Kőhler Klára, Küllős Imola, Laza Dominika, Magay Tamás, Margalits Ede, Maticsák Sándor, Mészáros Andrea Éva, Miksné Mátyási Eszter, Minya Károly, Molnár Csikós László, Mózes Krisztián, N. Császi Ildikó, Parapatics Andrea, Pelczéder Katalin, Péter Mihály, Raátz Judit, Rácz János, Sümeginé dr. Tóth Piroska, Dr. Szabó Judit, Szathmári István, Szathmári István, Szőcsné Antal Irén, Takács Gábor, T. Litovkina Anna, Tótfalusi István, Vargha Katalin, Várnai Judit Szilvia, Wacha Imre, Zsilka Tibor.

## A sorozat kötetei
1. Bárdosi Vilmos, Kiss Gábor: Közmondások. 3000 magyar közmondás és szójárás betűrendes értelmező dióhéjszótára, 2005[1]
2. Bárdosi Vilmos, Kiss Gábor: Szólások. 5000 magyar állandósult szókapcsolat betűrendes értelmező dióhéjszótára, 2005[2]
3. Minya Károly: Új szavak I. Nyelvünk 1250 új szava értelmezésekkel és példamondatokkal, 2007[3]
4. Bencédy József: Retorika. Gyakorlati útmutató, 2008[4]
5. Hajdu Endre: Szómúzeum. Ódon, furcsa, érdekes, bolondos, emlékezetes szavak, nevek, címek tára, 2008[5]
6. Parapatics Andrea: Szlengszótár. A mai magyar szleng 2000 szava és kifejezése fogalomköri szinonimamutatóval, 2008[6]
7. Kiss Gábor, Bárdosi Vilmos: Szinonimák. 20000 rokon értelmű szó dióhéjszótára, 2008[7]
8. Forgács Róbert: Anya - nyelv - csavar. Nyelvi fejtörők, 2008[8]
9. Molnár Csikós László: Divatszavak. 222 újszerű szó és szójelentés részletes magyarázata, 2009[9]
10. Falk Nóra: Etimológiák. 10 000 magyar szó eredete, 2009[10]
11. Grétsy László (szerkesztő): Vallomások. Harminchárom jeles magyar kortársunk gondolatai anyanyelvünkről, 2009[11]
12. Vargha Katalin: Találós kérdések. 1295 hagyományos magyar szóbeli rejtvény, 2010[12]
13. Bódi Zoltán: Infoszótár. Informatikai fogalmak eredete, magyarázata és használata, 2011[13]
14. Szathmári István: Stíluseszközök és alakzatok kislexikona, 2010[14]
15. Várnai Judit Szilvia, Mészáros Andrea Éva: Fordítókalauz. Hogyan igazodjunk el az angol nyelvű jogi és európai uniós szövegek útvesztőjében?, 2011[15]
16. Grétsy László: A szavak ösvényein. Szavaink és szólásaink eredete, változásai, érdekességei, 2011[16]
17. Szathmári István: Hogyan elemezzünk verset?, 2011[17]
18. Wacha Imre: Nem csak szóból ért az ember. A nonverbális kommunikáció eszköztára, 2011[18]
19. Daniss Győző: Újságíróiskola. Gyakorlati útmutató, 2012[19]
20. Forgács Róbert: Anya - nyelv - ész. Újabb nyelvi fejtörők, 2012[20]
21. Kiss Gábor, Bató Margit (szerkesztő): Tájszavak. A magyar nyelvjárások atlaszának szavai, szóalakjai, 2012[21]
22. Péter Mihály: A leplező nyelv. Álcázás és ámítás a nyelv használatában, 2012[22]
23. Bárdosi Vilmos: Lassan a testtel. Emberi testrészek a magyar szólásokban, közmondásokban, 2013[23]
24. Hollós János: Bevezetés a kommunikációelméletbe. A hírek értéke, 2013[24]
25. Bencédy József: Nyelvtudományi elméletek és nézetek a 20. században. 12 nyelvész életrajzával, 2013[25]
26. Küllős Imola, Laza Dominika: Népi mondókák. Hagyományos dajkarímek, gyermekmondókák, dalok és köszöntőversikék, 2013[26]
27. Kicsi Sándor András: Kihalt nyelvek, eltűnt népek. 100 nyelv halála, 2014[27]
28. Margalits Ede, Kovács Erzsébet: Magyar-latin közmondásszótár. 2000 magyar közmondás, szólás klasszikus és újkori latin megfelelője, 2014[28]
29. Grétsy László: Anyanyelvi séták. Szavaink, neveink és szólásaink születése, életútja, titkokkal teli világa, 2014[29]
30. Rácz János: Gyógyhatású növények. 250 gyógynövény leírása, nevének magyarázata és gyógyhatásának ismertetése, 2014[30]
31. Kiss Gábor (szerkesztő): Kis magyar tájszótár. 5800 népies és tájnyelvi szó magyarázata, 2014[31]
32. Minya Károly: Új szavak II. Nyelvünk 800 új szava értelmezésekkel és példamondatokkal, 2014[32]
33. Kiss Gábor, Kiss Bernadett (szerkesztő): Bölcs tanácsok. 4000 közmondás, szólás a Czuczor–Fogarasi-szótárból, 2014[33]
34. Cseszkó Renáta (szerkesztő): Shakespeare-idézetek. 350 bölcsesség angolul és magyarul, 2015[34]
35. Dormán Júlia, Kiss Gábor (szerkesztő): Tulajdonságszótár. 3150 személyleíró szó magyarázata és ellentéte, valamint fogalomköri csoportosítása, 2015[35]
36. Cs. Nagy Lajos, N. Császi Ildikó: Magyar nyelvjárások, 2015[36]
37. Tótfalusi István: Idegen szavak alapszótára. 4500 idegen szó magyarázata, 2015[37]
38. Tótfalusi István: 44 tévhit a nyelvekről és nyelvünkről, 2016[38]
39. Szőcsné Antal Irén: Anya - nyelv - búvár. Nyelvi játékok, 2016[39]
40. Kiss Bernadett, Kiss Gábor, Miksné Mátyási Eszter (szerkesztő): Aranyigazságok. 3700 szólás, közmondás Kresznerics Ferenc reformkori szótárából, 2016[40]
41. Rácz János: Virágnévszótár. 340 virágnév eredete és a növények leírása, 2016[41]
42. Erdős Attila, Kiss Gábor: Vallási szavak kisszótára, 2016[42]
43. Grétsy László: Anyanyelvünk tájain, 2016[43]
44. Kiss Bernadett (szerkesztő): 500 rövid ókori sztori. Ókori bölcsek szentenciái az adakozástól a vitézségig, 2017[44]
45. Magay Tamás: Bibliai eredetű kifejezések, közmondások, bölcsességek magyarul és angolul, 2017[45]
46. Fercsik Erzsébet, Raátz Judit: Keresztnevek. A legfontosabb tudnivalók a leggyakoribb nevekről, 2017[46]
47. Kerekes Barnabás, Kovács Zsuzsanna: Mondjuk helyesen!, 2018[47]
48. T. Litovkina Anna: Aki keres, az talál. Bibliai közmondások szótára, 2017[48]
49. Tótfalusi István: Nyelvészeti ínyencfalatok, 2017[49]
50. Chaim Perelman: A retorika birodalma. Retorika és érvelés, 2018[50]
51. Kiss Gábor, Kohári Anna: Nyelvészeti kisszótár. 2500 hagyományos és modern nyelvészeti fogalom magyarázata, 2017[51]
52. Dr. Szabó Judit: Anya - nyelv - tudor. Irodalmi, nyelvi játékok, fejtörők, 2018[52]
53. Pelczéder Katalin: Gyümölcsnevek szótára. 450 Kárpát-medencei gyümölcs nevének története és eredete, 2018[53]
54. Grétsy László, Kiss Gábor (szerkesztő): A magyar nyelvről. Klasszikus íróink és költőink anyanyelvünkről, 2018[54]
55. Maticsák Sándor: A mókusbőrtől az euróig. Pénznevek etimológiai szótára, 2018[55]
56. Bárdosi Vilmos: Itt van a kutya elásva! Állatneves magyar szólások, közmondások szótára, 2018[56]
57. Bárdosi Vilmos: Nincsen rózsa tövis nélkül. Növény-, virág- és gyümölcsneves szólások, közmondások szótára, 2018[57]
58. Eőry Vilma, Kiss Gábor, Kőhler Klára (szerkesztő): Magyar szókincsbővítő diákszótár. 2000 régi, ritka, kevésbé ismert szó és szójelentés magyarázata, 2018[58]
59. Zsilka Tibor: Poétikai kisszótár. 500 fogalom magyarázata irodalmi példákkal szemléltetve, 2019[59]
60. Kiss Zita: Anya - nyelv - kincs. 44 nyelvi és műveltségi totósor 616 kérdése, 2019[60]
61. Bárdosi Vilmos: Mi a szösz? 300 magyar szólásmondás eredete, 2019[61]
62. T. Litovkina Anna, Farkas Edit: A bábeli zűrzavartól a salamoni bölcsességig. Bibliai szólások, szólásmondások és állandósult szókapcsolatok szótára, 2019[62]
63. Minya Károly: Új szavak III. Nyelvünk 850 új szava értelmezésekkel és példamondatokkal, 2019[63]
64. H. Varga Márta: Változó anyanyelvünk. Írások a magyar nyelvről, 2019[64]
65. Magay Tamás, Faluba Kálmán: Bibliai eredetű kifejezések, közmondások, bölcsességek magyarul és spanyolul, 2019[65]
66. Koncsek Krisztián: Idézetvadász I. Görög és latin szállóigék és idézetek, 2020[66]
67. Koncsek Krisztián: Idézetvadász II.  Középkori és újkori szállóigék és idézetek, 2020[67]
68. Koncsek Krisztián:Idézetvadász III. Magyar szállóigék és idézetek, 2020[68]
69. Kemény Gábor: Tanuljunk magyarul is!, 2020[69]
70. Forgács Róbert: Szín - játszó - tér. Kommunikációs, csapatépítő és drámajátékok, 2020[70]
71. Adamikné Jászó Anna: A gondolatokhoz odataláló nyelv. Nyelvművelő írások a harmadik évezred elejéről, 2020[71]
72. Halápy István, Margalits Ede: Latin–magyar közmondásszótár. 1660 latin közmondás és bölcsesség magyar megfelelői, 2020[72]
73. Adamikné Jászó Anna: Az ősi szó nyomában. Nyelvhelyességi írások a harmadik évezred elejéről, 2020[73]
74. Galló Ágnes, Mózes Krisztián: Anya – nyelv – mester. 160 nyelvi-logikai feladatsor, 2020[74]
75. Molnár Csikós László: Újabb divatszavak. 200 újszerű szó és szójelentés magyarázata példákkal, 2021[75]
76. Kajdi Alexandra: Anya–nyelv–játék. Játékos anyanyelvi fejlesztő gyakorlatok óvodásoknak és kisiskolásoknak, 2021[76]
77. Kiss Gábor: Hogyan mondták eleink? Mai nyelvünk 10000 szavának 13500 régi és tájnyelvi megfelelője, 2021[77]
78. Takács Gábor: Magyar helyesírás. A helyesírási szabályzat közérthető magyarázata példákkal, 2021[78]
79. Kovács Pál: Jeles mondások. 3500 régi közmondás és példabeszéd az 1794-ben megjelent szótárból, 2021[79]
80. Almásy János: Magyar közmondások gyűjteménye. Több mint hatezer közmondás százötven témakörben, 2021
81. Balázsi József Attila: Szólásbúvárlatok. Állandósult szókapcsolataink, közmondásaink idegen nyelvi párhuzamokkal, 2021
82. Grétsy László, Kiss Gábor (szerk.): Melyiket válasszam? Háromszáz tanács a helyénvaló szóhasználathoz, 2022
83. Kiss Gábor, Balázsi József Attila (szerk.): Egy fa nem erdő. 3700 népies szólás, közmondás és helyzetmondat Csűry Bálint Szamosháti szótárából, 2022
84. Szőcsné Antal Irén: Anya–nyelv–varázs. 430 nyelvi fejtörő és rejtvény, 2022
85. Kiss Gábor, Mandl Orsolya: Anya–nyelv–lecke. 100 szövegértési és szókincsfejlesztő feladatsor diákoknak tematikus elrendezésben, 2022
86. Adamikné Jászó Anna: 33 retorikai elemzés. 30 válogatott tanulmány 45 év írásaiból, 2022
87. Kiss Gábor, Mandl Orsolya: Anya–nyelv–kvíz. 150 nyelvi és műveltségi feladatsor 1500 idegen és jövevényszóval tematikus elrendezésben, 2022
88. Országh László: Szóeredeztetések. 53 jövevényszó eredete és a magyar nyelvbe kerülésük kalandos útja, 2023
89. Kiss Bernadett: Újabb 500 ókori sztori. Ókori bölcsek történetei az adakozástól a zsarnokságig, 2023
90. Fábián Pál: Nyelvművelésünk évszázadai, 2023
91. Kiss Gábor: Régi szavak kisszótára. A régi világ 3600 kihalt, kiveszőben lévő és nehezen érthető szavának magyarázata diákoknak, 2023
92. Kiss Gábor: Kihalt szavak kisszótára. Nyelvünkből eltűnt 7650 szó, szójelentés és szókapcsolat magyarázata, 2024
93. Kiss Gábor: Elvesztett szavaink kisszótára, 2025 (megjelenés előtt)
94. Hatvani Zsófia: Gyermekmondókák. 550 dajkarím, kiolvasó, kiszámolósdi, csúfoló, nyelvtörő és köszöntő, 2024
95. Sümeginé dr. Tóth Piroska: Diákok 1265 humoros mondása tantárgyak szerint, 2024
96. Grétsy László: A szóhasadás dióhéjban.